# شيكاغو: مدينة في طور التكوين

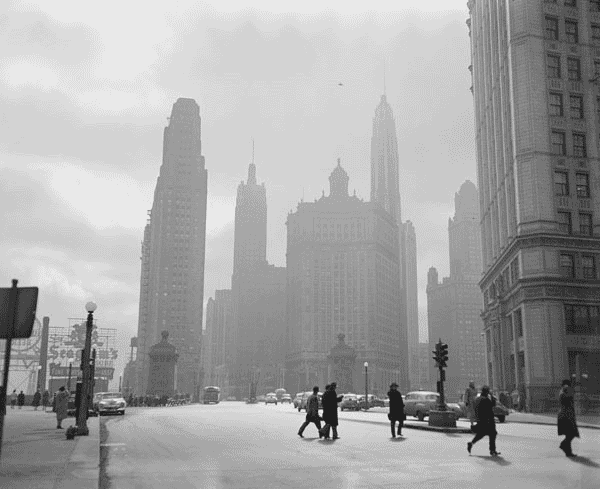

شيكاغو: مدينة في طور التكوين، هي مقالة بطول كتاب كتبها نيلسون ألغرين ونُشرت في عام 1951. في البداية استُقبِلت المقالة بازدراء من قِبَل النقاد ومحرري الصحف في المدينة، وصفتها صحيفة شيكاغو ديلي نيوز الشهيرة بأنها «قضية خارج السيطرة»، والآن ينظر إليها العلماء على نطاق واسع باعتبارها صورة نهائية لمدينة شيكاغو، على الرغم من أنها لم تنافس قط المركز الأدبي لقصيدة كارل ساندربورغ عام 1916 «شيكاغو». يعتمد ألغرين كثيرا على الصور والمواضيع التي طورها ساندبورغ، الذي أهدى له ألغرين الكتاب. ومن المثير للفضول أنه يميل بهدوء أيضاً إلى قصيدة عن نيويورك تحت عنوان «المدينة» لمؤلفها بن مادو، الذي نقل منه ألغرين صوراً قوية للحياة الحضرية.
وعلى نحو مماثل، اعتمدت الصور اللاحقة عن شيكاغو، مثل كتاب «شيكاغو» لستودس تركل في سنة 1985، اعتمادا كبيرا على عمل ألغرين. 
في مقال غنائي مؤلف من 12 ألف كلمة، يلخص ألغرين 120 عامًا من تاريخ شيكاغو على أنها مجموعة متشابكة من المحتالين ورجال العصابات والساسة الفاسدين، إلا أنه أعرب في النهاية عن حبه للمدينة بهذه السطور الشهيرة من الفصل الثاني: «كل إنسان لنفسه في هذا الجو المأجور. ولكن بمجرد أن تصبح جزءًا من هذه الرقعة، فلن تعشق سواها أبدا. الأمر أشبه بأن تقع بحب امرأة بأنف مكسور، ربما تجد محبوبات أكثر جمالا، لكن لن تجد جمالاً حقيقيا بهذا القدر». يضع ألغرين قلب المدينة في«لا أحد يعرف»، الجينسوكس، المتشردين والمحاربين القدامى الذين أصيبوا بالصدمة، يقبعون في الأزقة، ويتسكعون في النفايات العشبية أسفل المسارات. 
يروي المقال، الذي لا يضاهى في تصويره للمضطهدين في شيكاغو، الطرق المتكررة التي تبيع بها شيكاغو أحلامها وتخيب آمال الحالمين فيها، بما في ذلك فضيحة بلاك سوكس في عام 1919، والتي اتهمُ فيها ثمانية لاعبين من فريق شيكاغو وايت سوكس بقبولهم رشاوى لرمي بطولة العالم. وفي الواقع، يقول الجرين، إن المدينة بأكملها كانت دائما «لعبة كرة مزورة».
وأصدرت مطبعة جامعة شيكاغو طبعة جديدة من هذا المقال بمناسبة الذكرى الخمسين لتأسيسها في عام 2001، ولا يزال واحدا من أكثر الكتب المحلية شعبية في شيكاغو. وقد يفسر الحنين إلى تاريخ شيكاغو الزاهي الألوان استمرار نجاح المقالة. وفي إعادة تقييم للمقال في عام 2002، كتب الباحث جيف ماكماهون في جامعة شيكاغو: "لماذا لا تزال نصوص ألغرين في شيكاغو تلقى صدى لدى قراء شيكاغو اليوم؟ في الجمل التي تقيم تراث ألغرين ككاتب في شيكاغو ــ الجمل التي يخدم فيها ألغرين كمادة، أو شيكاغو كمادة ــ غالبا ما يتكرر فعل واحد.
وكما كتب مايك رويكو في«قلم ألغرين الذهبي» يلتقط ألغرين شيكاغو. ويتبين من الخطاب في هذه المقالة أن النص يتضمن بعض الجوانب المأخوذة من شيكاغو والتي لا تزال تنطبق على المدينة اليوم.